# Can Polseguera
Can Polseguera és una obra d'Argentona (Maresme) protegida com a Bé Cultural d'Interès Local.

## Descripció
Casa de tres cossos perpendiculars a façana, de planta baixa i pis, amb teulada a doble vessant amb carener paral·lel a la façana.
A la façana té dos portals amb brancals de pedra (les llindes no són de pedra).
Els tres cossos de la planta baixa conserven la volta catalana.
Antigament era el mas Croanyes, un dels més importants de la vila.